# Limóndammen
Limóndammen, en del av Olmos Transandino Project, är en betongtäckt fyllningsdamm som är under anläggande vid Huancabambafloden i nordvästra Peru, söder om Guabal. När dammen är färdigbyggd kommer den att producera 4000 GWh el per år och överföra vatten från Cajamarca västerut till Lambayeque, nära Olmos för skapande av  och bevattning av 43500 ha odlingsmark.
Den största ingenjörsutmaningen var att gräva sig igenom Anderna med en 20 km tunnel som förbinder atlantsidan (Amazonbäckenet) med stillahavssidan.
Bevattningsprojektet Olmos är det största av sju bevattningsprojekt i Peru.